# أوبليس ألماتي
أوبليس ألماتي (كازاخية) : Алматы облысыà (أوبليس ألماتي) (روسية) : Алматинская область (الماتينسكايا أوبلاست) هو مقاطعة في كازاخستان. يقع على الحدود الجنوبية الشرقية للبلاد على سفوح جبل تيان شان وبمحاذاة قيرغيزستان. توجد به مدينة ألماتي أكبر مدينة والعاصمة السابقة. عاصمته الإدارية مدينة تالديكورغان. يقدر عدد سكانه ب 860000 ساكن.

## مشاهير
- بولينا ليدكوفا-مؤلف كتاب الطبخ، مدون الطعام
- ناتاليا نزاروفا-ممثلة مسرحية وسينمائية
- ديماش أديليت-رجل أعمال، مدون، مشارك في برنامج تلفزيوني
- فلاديمير جيرينوفسكي-سياسي ورجل دولة
- إيرينا ليندت-ممثلة
- راديونوفا سفيتلانا-رئيس روسبريودنادزور[4][5][6]